# Servizio ferroviario metropolitano della Tripla Città
Il servizio ferroviario metropolitano della Tripla Città (in polacco SKM Trójmiasto) è il servizio ferroviario suburbano che serve le città polacche di Danzica, Sopot e Gdynia, note complessivamente come Tripla Città.

## Storia
Il primo tronco della rete, entrato in servizio nel 1951, collegava la stazione centrale di Danzica con il sobborgo portuale di Nowy Port, posto sulla riva del Baltico.
Dal 1952 al 1957 venne attivata la linea principale, che collegava la stazione di Danzica a Wejherowo passando per Sopot e Gdynia, e servendo in tal modo tutta la conurbazione.
Nel 2002 la linea per Nowy Port, a causa del calo del traffico dovuto al ridimensionamento delle attività portuali – ma anche all’attivazione di una linea tranviaria parallela -, venne arretrata da questa località a Brzeźno; tre anni dopo l’intera linea venne chiusa al traffico. Essa venne riattivata fino alla stazione di Zaspa Towarowa nel 2012, in occasione dei campionati europei di calcio, allo scopo di servire lo stadio cittadino posto nei pressi; la linea è in uso solo nel caso di manifestazioni sportive o fieristiche.

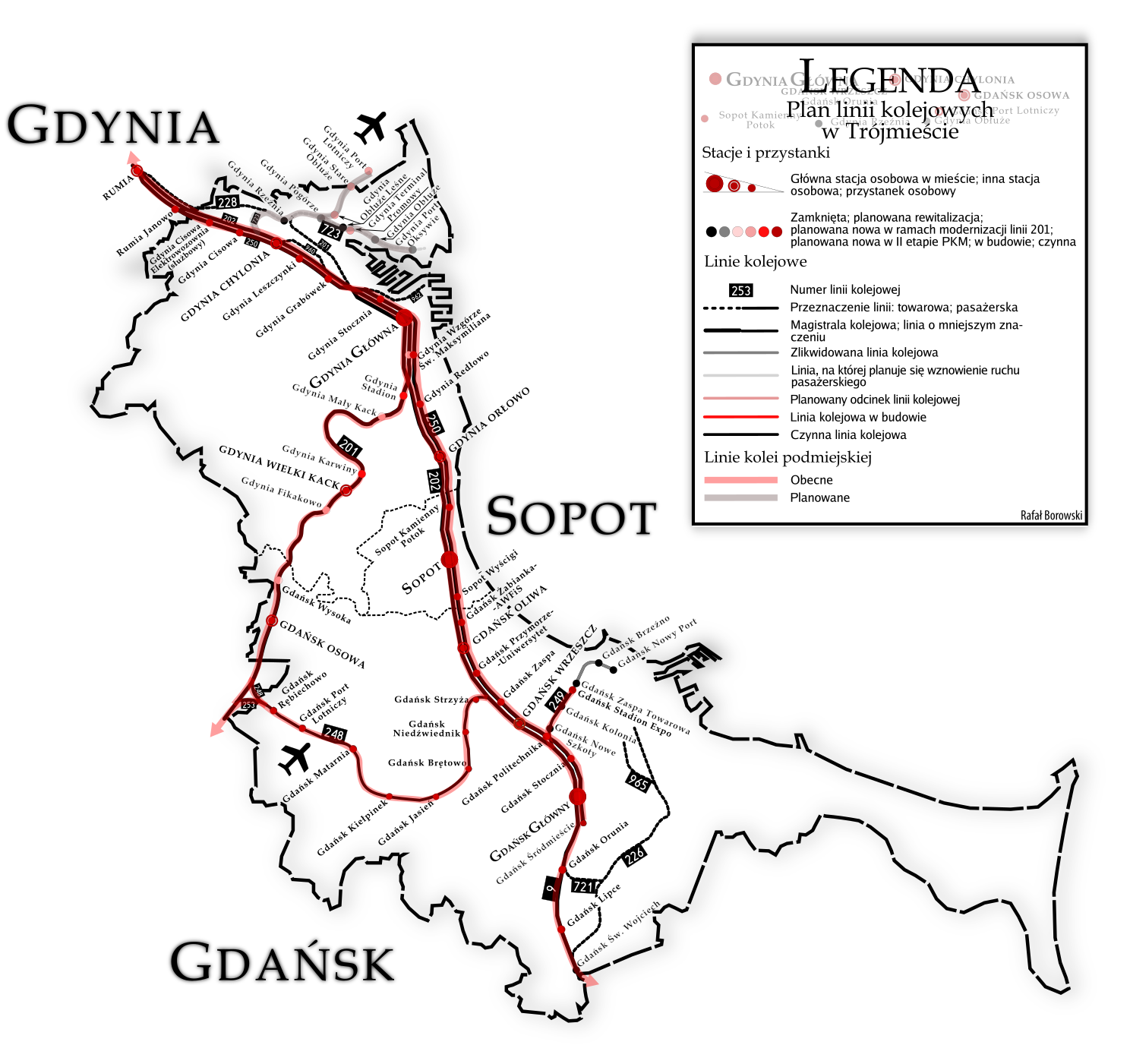
La mappa delle linee SKM (inclusa la Ferrovia metropolitana della Pomerania, nota come PKM)

Dal 2003 al 2005 il servizio venne esteso verso sud fino a Tczew, e verso nord-ovest fino a Słupsk, con frequenze ridotte.

### Progetti
È in progetto l'estensione della rete con l'attivazione di una seconda linea, che servirebbe gli aeroporti di Danzica e di Gdynia.

## Materiale rotabile
Nei primi anni il servizio era effettuato da elettotreni provenienti dalla S-Bahn di Berlino, ceduti dalla Germania alla Polonia come riparazione dei danni bellici. Gli elettrotreni, appartenuti alle serie 165, 166 e 167 della Deutsche Reichsbahn, furono modificati con presa di corrente a pantografo, per poter percorrere la linea alimentata a catenaria (la S-Bahn di Berlino è invece alimentata a terza rotaia).
SKM utilizza principalmente treni elettrici multipli di classe PKP EN57 ed EN71, la cui progettazione risale al 1962 e al 1976. Da allora sono stati modernizzati per soddisfare i requisiti dell'UE, come l'accessibilità per i passeggeri disabili, la sicurezza avanzata e il comfort. Nel 2016 sono stati acquistati 2 nuovi convogli Newag Impuls. La manutenzione del materiale rotabile viene effettuata presso il deposito di Gdynia Cisowa Elektrowozownia (Gdynia Cisowa Depot), situato al confine tra Gdynia e Rumia, che funge anche da sede dell'azienda. Gli elettrotreni hanno porte su entrambi i lati del treno e quindi possono essere facilmente utilizzati in entrambe le direzioni. Anche se la linea SKM ha fermate con marciapiedi alti, le unità possono essere utilizzate anche nelle stazioni con marciapiedi bassi. La livrea più comune delle unità multiple elettriche SKM è quella gialla e blu. Fanno eccezione le unità con etichette pubblicitarie, che vengono colorate secondo i desideri dell'inserzionista. Il logo della società SKM è posto su entrambi i lati dell'unità, accanto alle porte.
Il 29 ottobre 2007 sono entrate in servizio le nuove unità EN57 ammodernate dalla ZNTK Mińsk Mazowiecki. I lavori di ammodernamento hanno incluso una nuova forma per una migliore aerodinamica. Sono stati aggiunti anche nuovi sistemi di sicurezza, uno dei quali impedisce l'apertura delle porte quando il treno è in movimento. Inoltre, sono state eliminate le pareti divisorie tra le carrozze e i sedili sono stati montati sulle pareti anziché sul pavimento. I treni sono stati resi più accessibili migliorando l'accesso alle toilette e aggiungendo display elettronici e annunci nelle stazioni. I compartimenti dell'equipaggio sono stati dotati di un sistema di climatizzazione. Il costo totale della modernizzazione è stato di 18 milioni di złoty, di cui 5 milioni di złoty coperti da fondi dell'Unione Europea.
PKP SKM ha utilizzato un prestito di 55 milioni di złoty (circa 13 milioni di euro) della banca polacca Gospodarstwa Krajowego (BGK) per rinnovare 22 carrozze elettriche, estendendone la durata di altri 20 anni.